# Михалевский сельсовет (Егорьевский район)
Михалевский сельсовет — упразднённая административно-территориальная единица, существовавшая на территории Московской губернии и Московской области до 1954 года.
Михалевский сельсовет был образован в первые годы советской власти. По данным 1923 года он входил в состав Колычёвской волости Егорьевского уезда Московской губернии.
В 1925 году к Михалевскому с/с был присоединён Ивановский с/с, но уже 16 ноября 1926 года он был выделен обратно.
По данным 1926 года сельсовет включал деревни Ивановская, Михали, Русаки, а также 4 сторожки и посёлок Сергиевский.
В 1929 году Михалевский с/с был отнесён к Егорьевскому району Орехово-Зуевского округа Московской области. При этом к нему был присоединён Ивановский с/с.
14 июня 1954 года Михалевский с/с был упразднён. При этом его территория была передана в Колычевский с/с.